# Buguruslan

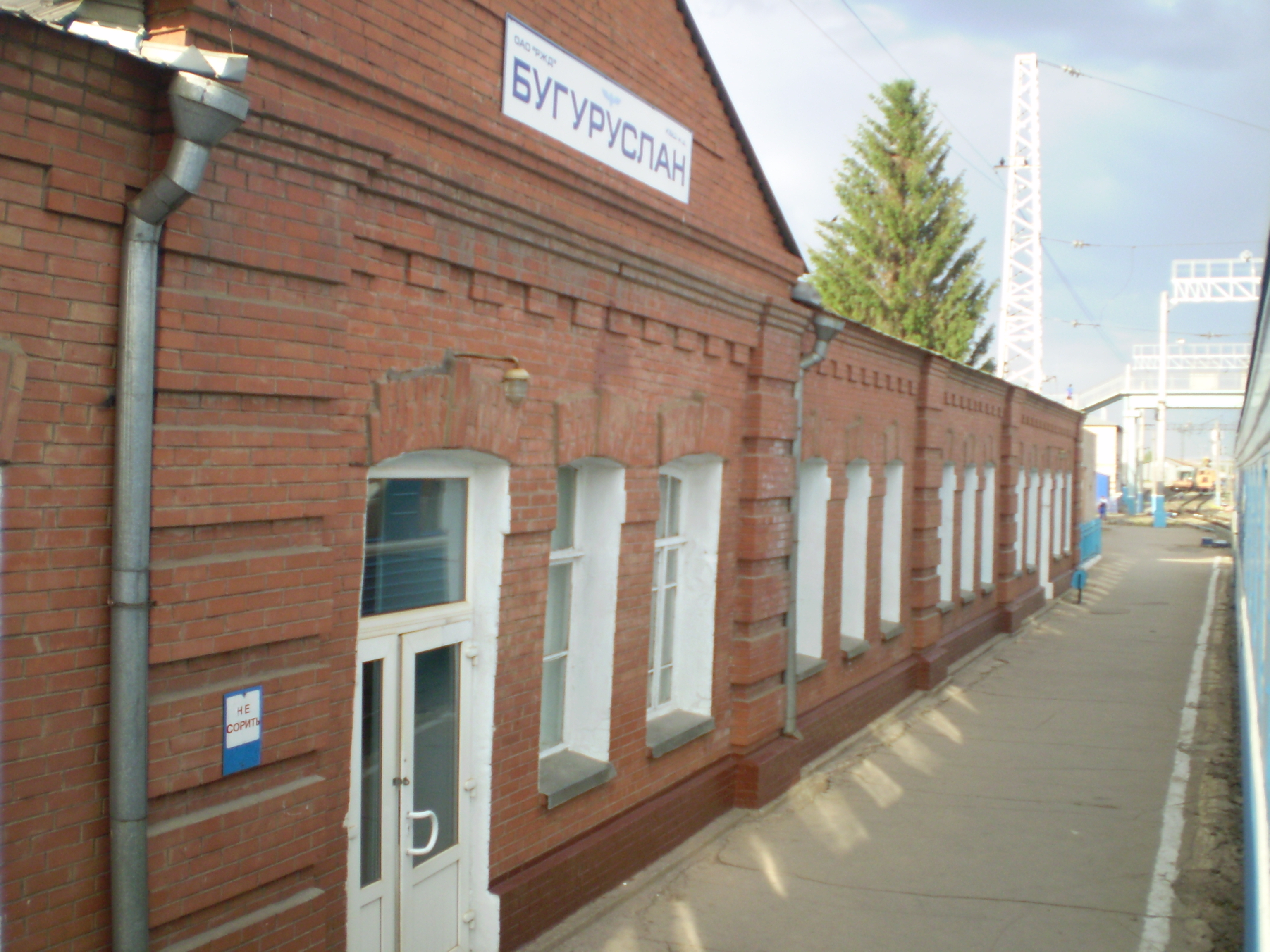
Järnvägsstationen i Buguruslan.

Buguruslan (ryska Бугурусла́н) är en stad i Orenburg oblast i sydöstra Ryssland, 170 kilometer ostnordost om Samara vid den icke segelbara floden Bolsjoj Kinel. Folkmängden uppgick till 49 870 invånare i början av 2015.
Buguruslan var tidigare främst känt för spannmålshandel och oljeindustri.